# Тиле, Эрик
Эрик Тиле (нем. Erik Thiele, род. 5 июня 1996 года, Айленбург) — немецкий борец вольного стиля, бронзовый призёр чемпионата Европы 2016, многократный призёр юношеских и юниорских чемпионатов мира и Европы.

## Биография
Родился в 1996 году в Айленбурге. Сын Свена Тиле, вице-чемпиона мира 1995 года первым немецким чемпионом и 17-кратного чемпиона Германии по вольной борьбе в супер тяжёлом весе, ставшего его тренером.
Занимался спортом в клубе KFC-Лейпциг, окончил полицейское учебное заведение. В 2008 стал впервые чемпионом Германии среди молодёжи в весовой категории до 54 кг.
К 2015 году он выиграл во всех младших категориях (юноши, юниоры) ещё восемь титулов чемпионата Германии в разных весовых категориях .
В 2015 году — серебряный призёр чемпионата Европы среди юниоров.
В марте 2016 года стал бронзовым призёром чемпионата Европы
Отборочные соревнования на Олимпийские игры 2016 года в Рио-де-Жанейро Эрик не прошёл. Но в сентябре 2016 года он стал вице-чемпионом мира среди юниоров в Маконе в весовой категории до 96 кг.